# TER Aquitaine
Le TER Aquitaine était un des trois réseaux de lignes TER de la région Nouvelle-Aquitaine (avec les TER Limousin et TER Poitou-Charentes) avant la création des TER Nouvelle-Aquitaine. Il portait le nom de l'ancienne région administrative Aquitaine.
Depuis le 1er janvier 2002, les régions sont les autorités organisatrices de transport pour le transport régional de voyageurs, selon l'article L2121-3 du Code des transports. Les trains et autocars du TER Aquitaine transportaient 40 500 voyageurs, qui avaient à leur disposition 171 gares et points d'arrêt, et 310 trains les jours de pleine semaine. La performance annuelle était de plus de huit millions de véhicule-km. Le réseau ferroviaire concerné par le TER Aquitaine mesurait près de 1 500 km, dont 978 km électrifiées.

## Histoire

### Le transport régional avant la décentralisation
En 1960, le trafic régional et local est assuré surtout par les trains omnibus, qui incluent les trains directs ou semi-directs. Dans l'ancienne région Aquitaine, ce trafic est alors bien développé sur trois lignes partant de Bordeaux, vers Libourne, Langon et Arcachon, uniques lignes où une fréquence de six à neuf aller-retours par jour est atteint, à l'exception toutefois du tronc commun de Périgueux à Niversac. La section terminale de Facture-Biganos à Arcachon atteint même les dix aller-retours, ce qui s'explique par les correspondances avec les trains express établies en gare de Facture-Biganos. En effet, les trains express peuvent être empruntés sans réservation et ne requièrent pas de supplément, si bien qu'ils assument un rôle non négligeable dans le trafic régional, à plus forte raison sur les lignes où les localités intermédiaires se font rares. La section de Facture-Biganos à Dax de la ligne de Bordeaux à Irun, la section de Bordeaux à Jonzac de la ligne de Bordeaux à La Rochelle, la section de Bergerac à Sarlat de la ligne de Libourne à Souillac, la section du Buisson à Monsempron-Libos de la ligne de Niversac à Agen et la section finale de la ligne du Médoc à partir de Lesparre ne sont donc desservies que par deux omnibus par jour et par sens. Sinon, sur tout le réseau, l'offre varie entre trois et cinq aller-retours quotidiens. La section aujourd'hui fermée de Sarlat à Souillac ne compte par contre plus aucun train omnibus.
Dans un contexte de motorisation individuelle galopante et d'investissements limités dans les transports en commun, le « contrat de programme » État - SNCF d'août 1966 vise, entre autres, à décharger la SNCF des services déficitaires sans mettre officiellement en question l'obligation de service public. Moyennant, notamment, le transfert de services omnibus sur la route, la suppression de lignes déficitaires parcourues uniquement par des omnibus et la réorganisation des services subsistants, l'équilibre budgétaire de la SNCF devra ainsi être atteint de nouveau en 1974. Un programme de fermeture portant à l'origine sur 5 000 km de relations omnibus est élaboré. Bientôt, l'objectif sera porté à 10 000 km, mais nombre de fermetures ne seront finalement pas mises en œuvre ou le seront beaucoup plus tard, jusque dans les années 1990. Finalement, entre avril 1967 et août 1973 6 756 km de lignes sont fermées au service voyageurs, avec le plus souvent avec substitution par un service routier sous responsabilité de la SNCF. Dans l'actuelle région Aquitaine, ces fermetures concernent tout d'abord les antennes pyrénéennes de Puyôo à Mauléon (46 km) et de Buzy à Laruns-Eaux-Bonnes (19 km), le 2 mars 1969. La gare de Mont-de-Marsan devient un terminus avec la suppression des lignes de Peyrouton (Dax) (60 km) le 7 avril 1970 et de Tarbes (100 km) le 22 octobre 1970. Deux autres lignes suivent le 26 septembre 1971 : Monsempron-Libos - Cahors (51 km) et Cabariot - Le Chapus (pour correspondance vers l'île d'Oléron, 30 km). Quant à l'exploitation de la ligne de Bedous à Canfranc, elle est suspendue « provisoirement » à la même époque, le 27 mars 1970, à la suite d'un incident d'exploitation mineur. Alors que le contexte politique est défavorable aux dessertes régionales par le rail, une partie de la direction de la SNCF ne veut pas baisser les bras et pense qu'en sortant son offre omnibus de l'immobilisme, il serait possible de la pérenniser. Dans ce sens, une expérimentation est menée en 1971 dans les zones de Bordeaux et Chambéry, consistant en une suppression de trains omnibus avec remplacement par un nombre légèrement diminué de trains plus rapides. Cette politique s'inscrit dans la décentralisation de l'organisation des dessertes au sein de la SNCF et ne bénéficie pas d'un soutien des services de l'État.
La SNCF n'ayant pu atteindre l'équilibre financier à la fin de l'exercice 1973, le ministère des Finances fixe l'objectif de reporter les services omnibus sur 10 000 km de voies ferrées sur la route, chiffre bientôt porté à 12 500 km. Quand Jacques Chirac devient Premier ministre le 27 mai 1974, il décrète rapidement l'arrêt des transferts sur route autoritaires et propose d'attendre tout d'abord l'élaboration des premiers schémas régionaux de transport (SRT) décidée le 6 mars 1974. Six régions sont choisies comme régions pilotes, dont l'Aquitaine ne fait pas partie, mais le principe est progressivement étendu sur toutes les régions jusqu'en 1977. L'Aquitaine entame l'élaboration de son SRT en 1976. Les régions vont se voir se confier l'organisation des services omnibus, avec l'idée sous-jacente qu'elles vont fermer des lignes rurales pour utiliser les économies réalisées pour l'amélioration des dessertes déclarées d'intérêt régional par le SRT. Le but global est l'amélioration des transports collectifs sans coûts supplémentaires pour la collectivité. Mais le SRT Aquitaine reste sans suites. Ensuite, l'État ayant été déçu par les SRT et le peu de fermetures enclenchées, le nouveau contrat d'entreprise entre État et SNCF de mars 1979 donne à la SNCF les moyens de décider d'elle-même de la fermeture de lignes. C'est ce qu'elle fait le 1er juin 1980 avec les lignes de Sarlat à Souillac et de Souillac à Saint-Denis-près-Martel (49 km au total), et la section de Gare d'Oloron-Sainte-Marie à Bedous de la ligne de Pau à Canfranc (frontière) (24 km). Les rares trains sur ces lignes n'étaient occupées que par respectivement onze et quinze voyageurs en moyenne, et les dépenses dépassaient respectivement vingt-huit fois et quinze fois les recettes. La courte antenne de Gare de Biarritz à Biarritz-Ville (3,5 km) suit le 14 septembre 1980, sur l'insistance de la municipalité qui convoitait les terrains de la gare depuis plusieurs années.
Au début des années 1980, le matériel affecté aux trains omnibus sur les lignes électrifiées de l'Aquitaine est surannée. Le service est assuré avec vingt-six automotrices électriques Z 4100 en provenance de la banlieue parisienne et construites pendant la seconde moitié des années 1920, quatorze Z 4400 de 1935, et des rames tractées formées de voitures anciennes remétallisées. Par contre, le dépôt de Bordeaux est le premier à bénéficier des automotrices modernes de la série des Z2, très innovantes pour l'époque et aptes à assurer un service rapide grâce à leur vitesse de pointe de 160 km/h. Entre 1980 et 1984, quarante-sept Z 7300 et Z 7500 sont réceptionnées à Bordeaux, puis engagées sur la totalité du réseau électrifiée de la région, y compris la ligne nouvellement électrifiée de Montauban. Ce renouvellement du parc s'effectue sur les fonds propres de la SNCF. Pendant les vacances d'été 1984 et 1985, les Z2 prennent en charge une desserte renforcée sur la section de 35 km entre Bayonne et Hendaye, instaurée à la demande du Conseil régional d'Aquitaine et commercialisée sous le nom de Métrobasque. Cette appellation disparaît avec le lancement du TER.
La LOTI, promulguée le 30 décembre 1982, encourage la décentralisation des transports, sans pour autant définir un cadre précis. Puis, la loi du 7 janvier 1983 sur la répartition des compétences entre les communes, les départements, les régions et l'État donne le coup d'envoi à la décentralisation sur un plan plus général, avec, entre autres, l'instauration du suffrage universel des Conseillers régionaux. Sur le plan des transports ferroviaires régionaux, l'attitude de l'État reste ambivalente. En effet, il ne veut pas doter les régions des budgets nécessaires leur permettant de se substituer à l'État pour le versement de la contribution d'équilibre des services SNCF d'intérêt régional. Il craint que les régions puissent détourner ces fonds de leur destination initiale et ne réduisent les services ferroviaires, ce qui n'est plus souhaité, contrairement aux années 1970. De ce fait, la décentralisation des services ferroviaires ne peut être que facultative, l'État l'encourageant toutefois et souhaitant que les régions s'investissent dans leur amélioration.

### De la naissance du TER jusqu'à la régionalisation
Le TER Aquitaine est lancé en 1986 à la suite de la mise en place d'une nouvelle politique commerciale de la SNCF sur le plan des transports régionaux, souhaitant affirmer davantage sa propre identité d'entreprise en mettant fin, notamment, aux décorations des trains suivant les souhaits des régions. « TER » traduit une stratégie commerciale reposant sur la marque TER avec son logo et sa décoration, sorte de label de qualité ; la charte TER signée entre la SNCF et les régions qui le souhaitent ; et la gamme commerciale TER. Elle s'exprime à travers l'information voyageurs, la promotion et la communication institutionnelle. Parmi les quatre coloris que la SNCF propose pour la livrée du matériel TER, la région Aquitaine choisit le rouge. Le TER veut rajeunir l'image des transports ferroviaires régionaux, jusque-là négligés et souffrant d'une mauvaise image. Pour la première fois, une telle initiative est mise en œuvre sur le plan national et s'accompagne de conventions avec toutes les régions (sauf trois, retardataires). En février 1986, la région signe donc sa convention d'exploitation avec la SNCF pour une durée de cinq ans. Il s'agit d'une convention dite « à la marge », c'est-à-dire la Région ne doit assumer que les charges supplémentaires engendrées par les modifications du service de l'année de référence effectuées à sa demande. Autrement dit, les trains régionaux ne coûtent rien à la Région tant qu'elle ne demande pas des aménagements de l'offre. La Région a droit au versement d'un bonus si la fréquentation augmente à la suite des modifications qu'elle a apportées à la desserte. Ce début de conventionnement global coïncide à peu près avec l'instauration du TER, mais est en fait un développement indépendant issu de la politique de décentralisation.
Au début, le TER Aquitaine compte 7,5 % de lignes routières, et parmi les liaisons ferroviaires, et 10,8 % ont une desserte mixte par train et autocars. Ce taux n'augmente que de 3,2 % pendant la première convention TER. Pendant la même période, la Région entame son engagement financier dans le renouvellement du matériel roulant et la modernisation de l'infrastructure ferroviaire. Elle consacre respectivement 37 800 000 francs et 32 600 000 francs à ces domaines d'intervention, ce qui la place en douzième rang des vingt régions françaises concernées par le TER (France continentale hors Île-de-France). Cette somme de 70 400 000 francs investis entre 1985 et 1992 ne représente toutefois que 2,33 % du montant total des investissements des vingt régions. L'Aquitaine est la seule région à investir dans la suppression des passages à niveau en se substituant ainsi aux départements (38,7 % des investissements d'infrastructure). Le principal projet cofinancé porte sur le relèvement de la vitesse sur la ligne du Médoc (59,3 %).
Dans la comptabilité de la SNCF qui répartit elle-même la contribution forfaitaire de l'État entre les différentes régions selon une clé et des principes demeurant confidentielles, le TER Aquitaine apparaît comme déficitaire dès la deuxième année. Pendant la première convention TER, le déficit annuel varie entre 154 000 francs en 1987 et 1 499 000 francs en 1988. Puis il atteint des records de 15 000 000 francs en 1992 et 21 400 000 francs en 1993. Les mauvais résultats de la première moitié des années 1990 reflètent une baisse du trafic voyageurs régional, qui touche alors la moitié des régions françaises. L'Aquitaine est loin d'être la région la plus sévèrement frappée, mais la baisse de la fréquentation porte quand même sur 15 % des voyageurs et 38 millions de voyageurs-km entre 1990 et 1996. Les régions deviennent de plus en plus méfiantes à l'égard de la SNCF et de son règlement comptable et financier FC 12 K, et reprochent à la société nationale l'opacité de ses chiffres. Le soupçon que la SNCF tente de se faire subventionner la construction de ses lignes à grande vitesse est prononcé plus d'une fois, sans possibilité de vérification.
De plus, à partir de l'exercice 1993, la SNCF essaie de décharger sur les régions les déficits de ses express d'intérêt régional (EIR), catégorie récemment définie par la société nationale. Elle demande aux régions de les intégrer dans le conventionnement des TER et réduit en même temps l'offre de ce type de trains pour donner plus d'ampleur à sa requête, si bien que les régions cèdent devant la crainte de voir disparaître ces services. En Aquitaine, les EIR représentent 21,78 % des trains-km TER+EIR, contre 14,01 % sur le plan national. Avec une occupation moyenne de quatre-vingt-quatorze personnes, ce qui est exactement la moyenne française, ils représentent toutefois 33,62 % des voyageurs-km TER+EIR, contre 19,75 % sur le plan national. Le taux de couverture est de 51 %, contre 56 % sur le plan national, et chaque voyageur-km produit, selon la comptabilité de la SNCF, un déficit de 46 francs. Le Conseil régional d'Aquitaine déplore une dérive des coûts à la SNCF, et cesse tout versement de contributions à la SNCF en 1993. Six ans plus tard, à l'approche de la régionalisation, il négocie une réduction du solde dû de 50 % et signe une nouvelle convention. Elle table sur une contribution annuelle de l'Aquitaine de 25 000 000 francs, beaucoup moins que les 45 000 000 francs du Limousin dont le trafic est nettement moins important. La SNCF s'engage pour la première fois sur l'évolution des charges et sur la partage des risques liés à l'évolution des recettes. Pour le renouvellement du parc de traction thermique et le remplacement des X 2800 en cours d'amortissement, le Conseil régional passe commande de douze automoteurs « ATER » X 72500 et de douze autorails monocaisse « XTER » X 73500.

### Depuis la régionalisation en 2002
Les expériences gagnées dans les six régions pilotes retenues en 1996 (et dont l'Aquitaine ne fait pas partie) sont décisives pour la généralisation du conventionnement global des services TER par la loi relative à la solidarité et au renouvellement urbains (SRU), promulgué le 13 décembre 2000, à compter du 1er janvier 2002. Les régions deviennent ainsi autorités organisatrices de transports (AOT) et se substituent à l'État pour le versement des contributions à la SNCF en vertu du trafic régional. Le Contrat de plan État-région 2000-2006 marque en même temps un engagement fort de la région en faveur du transport ferroviaire, avec une participation régionale aux projets d'infrastructure ferroviaire de 441 760 000 francs au total. Certes la Région consacre toujours plus d'argent à la route (118 600 000 francs entre 2000 et 2006), mais en tenant compte des participations des autres financeurs publics, le budget global affecté aux transports ferroviaires dépasse celui consacré à la route (abstraction faite des projets hors contrat de plan). Le principal projet qui absorbe 1,24 milliard de francs porte sur l'augmentation de la capacité sur les lignes convergeant vers le nœud ferroviaire de Bordeaux, afin de rétablir la fluidité du trafic et anticiper sa croissance. La Région y contribue à concurrence de 215 500 000 francs. Il devient ainsi possible de créer un réseau périurbain complémentaire au nouveau tramway de Bordeaux.
En 2006, existent 158 gares et points d'arrêt ferroviaires sur le territoire de la région Aquitaine. Bien qu'elle ne soit pas propriétaire de ces installations (le propriétaire et gestionnaire est la SNCF - Branche Gares & Connexions), la Région finance plus de la moitié des travaux effectués pour la remise à niveau de stations. Les façades des bâtiments voyageurs sont rénovées, tout comme les espaces intérieurs. L'accès est facilité, notamment pour les personnes à mobilité réduite. L'information des voyageurs est améliorée avec de nouveaux écrans d'information. Afin de favoriser l'intermodalité, des parcs de stationnement et des accroche-vélos sont aménagés[réf. souhaitée]. En 2007, la halte multimodale de Cenon, et le pôle multimodal de Pessac sont ouverts.
En 2010, la Région consacre 10 M€ pour:
- l'ouverture de la halte de Mérignac-Arlac et de la halte de Saint-Cyprien,
- la transformation de deux points d'arrêts non gérés en gares avec vente de billets (gare de Marcheprime et gare de Margaux),
- la création de pôles d'échanges intermodaux (Agen, Dax...),
- le lancement de 20 projets de modernisation de haltes,
- le lancement de 50 projets de modernisation de gares (Marmande, Labouheyre...).
- la création de la plateforme d'échange multimodale de la gare de Bordeaux[5].

À la suite de la fusion des régions en 2016, l'autorité organisatrice des transports régionaux est la région Nouvelle-Aquitaine qui hérite de la propriété du matériel roulant[réf. nécessaire].

### Identité visuelle (logotype)

Logo avant 2014.
Logo de 2014 au 31 décembre 2015.

## Les Conventions d’exploitation du service public ferroviaire régional

### Convention TER 2009 - 2018
Le 16 juillet 2009, la Convention d’exploitation du service public ferroviaire régional de transport de voyageurs entre la Région Aquitaine et la SNCF a été signée pour une durée de 10 ans (2009-2018). Elle traduit l'objectif de l’amélioration de la qualité de service et de la ponctualité, tout en recherchant un accord équilibré entre les deux parties. Le rôle des deux partis contractuels est clairement défini, la Région étant autorité organisatrice de transports et la SNCF exploitant. La société nationale est responsabilisée moyennant un système bonus-malus et un intéressement sur les résultats. Dans ce but, un système de contrôle et de suivi de l’activité est mis en place, reposant sur une large gamme d'indicateurs permettant de chiffrer les constats. En effet, ayant financé des matériels neufs synonymes de meilleure performance et confort, la Région attend légitimement en retour une amélioration effective du service. La lutte contre le vandalisme est un autre objectif de la convention.
La rémunération de la SNCF doit se faire au juste prix, en fonction des risques commerciaux réellement pris. Dans une certaine limite, ces derniers sont partagés avec la Région, qui a veillé à instaurer un mécanisme de forfaitisation des charges et un plafonnement de leur évolution. Sachant que des facteurs extérieurs à l'Aquitaine entrent en jeu, dont notamment l'évolution des tarifs sociaux nationaux et la réduction progressive du nombre de trains grandes lignes classiques, des précautions ont été prises. Une clause de sauvegarde a été inscrite dans la convention afin d'éviter qu'elle ne soit obligée de financer des trains TER en remplacement de trains grandes lignes supprimés. À service constant, l’effort financier de la Région devrait donc être maîtrisé. L’inquiétude porte, à l’avenir, sur la création de trains supplémentaires, car le taux de couverture des coûts d'exploitation n'est que de 29 % en Aquitaine.

### Convention TER 2002 - 2009
Signée en date du 12 mars 2002 pour une durée de 7 ans, il s'agit de la première convention depuis que l'Aquitaine est devenue autorité organisatrice de transports. Elle prévoit l'instauration d'une gamme tarifaire régionale élargie, et accompagne une période marquée par la modernisation des gares et haltes ferroviaires et le renouvellement d'une grande partie du matériel roulant.
Une première phase de cadencement commence le 6 juillet 2008, avec les lignes du Médoc, d'Arcachon, de Mont-de-Marsan, d'Hendaye et de Pau. Cela a entraîné une hausse de la fréquentation de 30 % dans les 6 mois qui suivirent.

## Relations TER

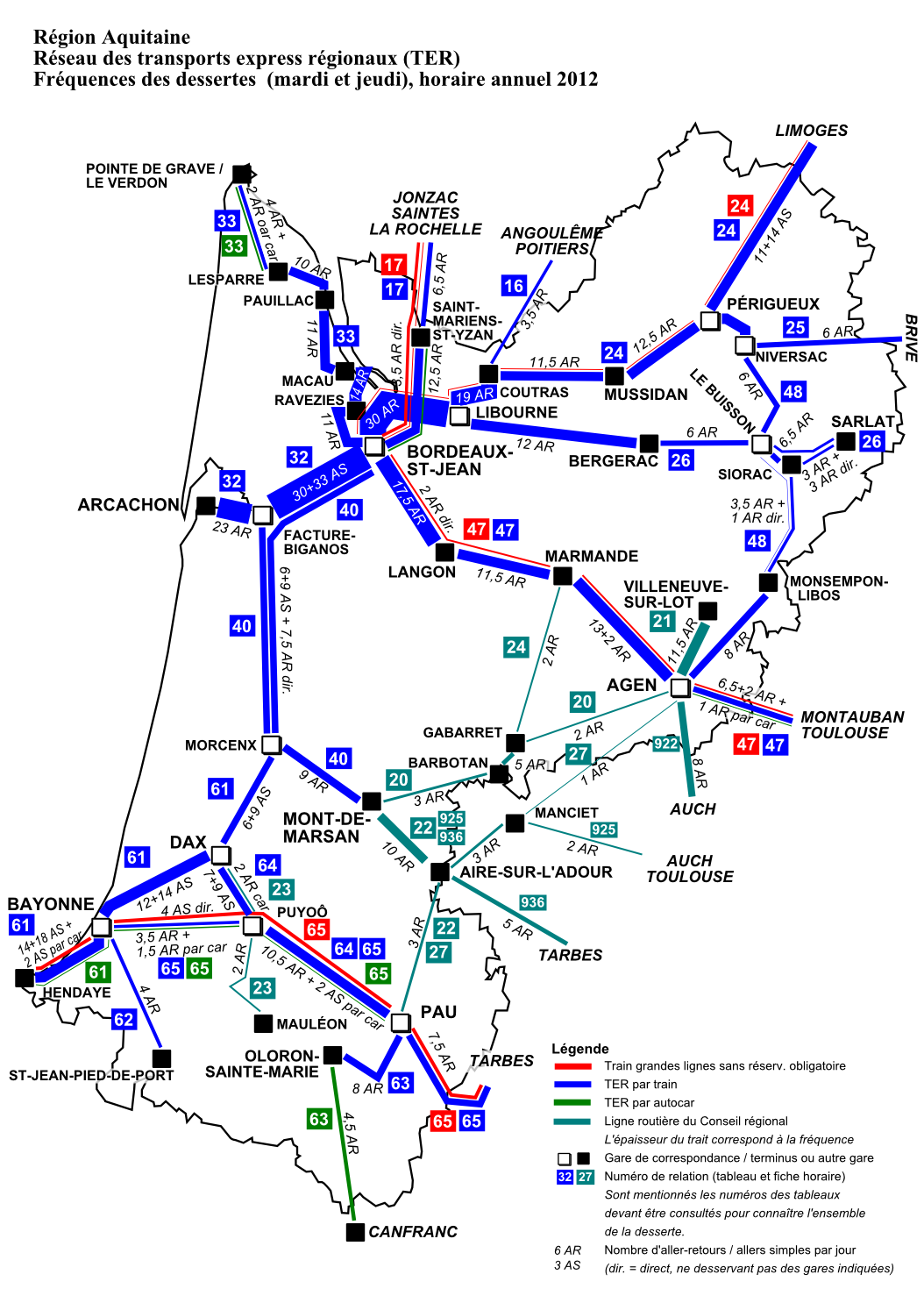
Fréquence de la desserte les jours-type de pleine semaine (mardi et jeudi), 2012.

### Par rail
Les trains du TER Aquitaine circulent sur l'ensemble des lignes de chemin de fer de la région ouvertes au service voyageurs. Tous les jours, les trains et autocars du TER Aquitaine transportent 40 500 voyageurs, qui ont à leur disposition 171 gares et points d'arrêt, et 310 trains les jours de pleine semaine. La performance annuelle est de plus de huit millions de véhicule-km. Le réseau ferroviaire concerné par le TER Aquitaine mesure près de 1 490 km, dont 978 km électrifiées.
Les relations desservies par des trains TER sont résumées dans le tableau ci-dessous. Les numéros correspondent à ceux attribués aux fiches horaires. Sur plusieurs lignes, le trajet est combiné entre trains et autocars (ces services étant repris par le tableau de la section suivante, le tableau n'en tient pas compte).
Dans la colonne Horaires sont indiqués le premier départ de la gare nommée en dernier lieu, et le dernier départ de la gare en premier lieu. Est considérée comme fonctionnant en soirée une ligne dont le dernier départ a lieu après 20 h 30, si ce train effectue la totalité du parcours. Sur des parcours partiels, les lignes peuvent donc fonctionner en soirée sans que cela soit indiqué dans le tableau. Ces renseignements se portent sur le cas le plus représentatif, soit les jours du lundi au vendredi hors jours fériés. La durée du voyage peut varier en fonction des différents services, les horaires n'étant pas encore parfaitement cadencés. Est indiquée la durée du voyage la plus représentative, s'appliquant aux trains couvrant l'ensemble de la relation, qui le plus souvent ne s'arrêtent pas dans l'ensemble des gares.
| Ligne | Caractéristiques                                                                                             | Caractéristiques                                                                                             | Caractéristiques                                                                                             | Caractéristiques                                                                                             | Caractéristiques                                                                                             | Caractéristiques                                                                                             | Caractéristiques                                                                                             | Caractéristiques                                                                                             | Caractéristiques                                                                                             | Illustration                 |
| ----- | --- | --- | --- | --- | --- | --- | --- | --- | --- | ---------------------------- |
| 16    | BORDEAUX Saint-Jean ↔ Libourne ↔ Coutras ↔ ANGOULÊME                                                         | BORDEAUX Saint-Jean ↔ Libourne ↔ Coutras ↔ ANGOULÊME                                                         | BORDEAUX Saint-Jean ↔ Libourne ↔ Coutras ↔ ANGOULÊME                                                         | BORDEAUX Saint-Jean ↔ Libourne ↔ Coutras ↔ ANGOULÊME                                                         | BORDEAUX Saint-Jean ↔ Libourne ↔ Coutras ↔ ANGOULÊME                                                         | BORDEAUX Saint-Jean ↔ Libourne ↔ Coutras ↔ ANGOULÊME                                                         | BORDEAUX Saint-Jean ↔ Libourne ↔ Coutras ↔ ANGOULÊME                                                         | BORDEAUX Saint-Jean ↔ Libourne ↔ Coutras ↔ ANGOULÊME                                                         | BORDEAUX Saint-Jean ↔ Libourne ↔ Coutras ↔ ANGOULÊME                                                         | TER en gare de Libourne      |
|       | Longueur 134,5 km                                                                                            | Durée 1 h 46                                                                                                 | Nb. arrêts 15                                                                                                | Soirée / Dimanche - Férié · Non /                                                                            | Horaires 5 h 51 - 17 h 41                                                                                    | Réseau TER Aquitaine / Poitou-Charentes                                                                      | | | | TER en gare de Libourne      |
| 17    | BORDEAUX SAINT-JEAN ↔ St Mariens-St Yzan ↔ Jonzac ↔ Pons ↔ SAINTES                                           | BORDEAUX SAINT-JEAN ↔ St Mariens-St Yzan ↔ Jonzac ↔ Pons ↔ SAINTES                                           | BORDEAUX SAINT-JEAN ↔ St Mariens-St Yzan ↔ Jonzac ↔ Pons ↔ SAINTES                                           | BORDEAUX SAINT-JEAN ↔ St Mariens-St Yzan ↔ Jonzac ↔ Pons ↔ SAINTES                                           | BORDEAUX SAINT-JEAN ↔ St Mariens-St Yzan ↔ Jonzac ↔ Pons ↔ SAINTES                                           | BORDEAUX SAINT-JEAN ↔ St Mariens-St Yzan ↔ Jonzac ↔ Pons ↔ SAINTES                                           | BORDEAUX SAINT-JEAN ↔ St Mariens-St Yzan ↔ Jonzac ↔ Pons ↔ SAINTES                                           | BORDEAUX SAINT-JEAN ↔ St Mariens-St Yzan ↔ Jonzac ↔ Pons ↔ SAINTES                                           | BORDEAUX SAINT-JEAN ↔ St Mariens-St Yzan ↔ Jonzac ↔ Pons ↔ SAINTES                                           | Gare de St Mariens - St Yzan |
|       | Longueur 168,7 km                                                                                            | Durée 2 h 18                                                                                                 | Nb. arrêts 18                                                                                                | Soirée / Dimanche - Férié · Non /                                                                            | Horaires 6 h 09 - 18 h 52                                                                                    | Réseau TER Aquitaine / Poitou-Charentes                                                                      | | | | Gare de St Mariens - St Yzan |
| 25    | BORDEAUX Saint-Jean ↔ Libourne ↔ Coutras ↔ Mussidan ↔ PÉRIGUEUX et PÉRIGUEUX ↔ Niversac ↔ BRIVE-LA-GAILLARDE | BORDEAUX Saint-Jean ↔ Libourne ↔ Coutras ↔ Mussidan ↔ PÉRIGUEUX et PÉRIGUEUX ↔ Niversac ↔ BRIVE-LA-GAILLARDE | BORDEAUX Saint-Jean ↔ Libourne ↔ Coutras ↔ Mussidan ↔ PÉRIGUEUX et PÉRIGUEUX ↔ Niversac ↔ BRIVE-LA-GAILLARDE | BORDEAUX Saint-Jean ↔ Libourne ↔ Coutras ↔ Mussidan ↔ PÉRIGUEUX et PÉRIGUEUX ↔ Niversac ↔ BRIVE-LA-GAILLARDE | BORDEAUX Saint-Jean ↔ Libourne ↔ Coutras ↔ Mussidan ↔ PÉRIGUEUX et PÉRIGUEUX ↔ Niversac ↔ BRIVE-LA-GAILLARDE | BORDEAUX Saint-Jean ↔ Libourne ↔ Coutras ↔ Mussidan ↔ PÉRIGUEUX et PÉRIGUEUX ↔ Niversac ↔ BRIVE-LA-GAILLARDE | BORDEAUX Saint-Jean ↔ Libourne ↔ Coutras ↔ Mussidan ↔ PÉRIGUEUX et PÉRIGUEUX ↔ Niversac ↔ BRIVE-LA-GAILLARDE | BORDEAUX Saint-Jean ↔ Libourne ↔ Coutras ↔ Mussidan ↔ PÉRIGUEUX et PÉRIGUEUX ↔ Niversac ↔ BRIVE-LA-GAILLARDE | BORDEAUX Saint-Jean ↔ Libourne ↔ Coutras ↔ Mussidan ↔ PÉRIGUEUX et PÉRIGUEUX ↔ Niversac ↔ BRIVE-LA-GAILLARDE | Gare de Mussidan             |
|       | Longueur 128,2 km 72,1 km                                                                                    | Durée 1 h 30 0 h 55                                                                                          | Nb. arrêts 16 12                                                                                             | Soirée / Dimanche - Férié · Non / · Non /                                                                    | Horaires 5 h 53 - 20 h 07 6 h 40 - 19 h 55                                                                   | Réseau TER Aquitaine                                                                                         | | | | Gare de Mussidan             |
| 26    | BORDEAUX SAINT-JEAN ↔ Libourne ↔ Bergerac ↔ Le Buisson ↔ SARLAT-LA-CANÉDA                                    | BORDEAUX SAINT-JEAN ↔ Libourne ↔ Bergerac ↔ Le Buisson ↔ SARLAT-LA-CANÉDA                                    | BORDEAUX SAINT-JEAN ↔ Libourne ↔ Bergerac ↔ Le Buisson ↔ SARLAT-LA-CANÉDA                                    | BORDEAUX SAINT-JEAN ↔ Libourne ↔ Bergerac ↔ Le Buisson ↔ SARLAT-LA-CANÉDA                                    | BORDEAUX SAINT-JEAN ↔ Libourne ↔ Bergerac ↔ Le Buisson ↔ SARLAT-LA-CANÉDA                                    | BORDEAUX SAINT-JEAN ↔ Libourne ↔ Bergerac ↔ Le Buisson ↔ SARLAT-LA-CANÉDA                                    | BORDEAUX SAINT-JEAN ↔ Libourne ↔ Bergerac ↔ Le Buisson ↔ SARLAT-LA-CANÉDA                                    | BORDEAUX SAINT-JEAN ↔ Libourne ↔ Bergerac ↔ Le Buisson ↔ SARLAT-LA-CANÉDA                                    | BORDEAUX SAINT-JEAN ↔ Libourne ↔ Bergerac ↔ Le Buisson ↔ SARLAT-LA-CANÉDA                                    | TER en gare de Bergerac      |
|       | Longueur 166,6 km                                                                                            | Durée 2 h 30                                                                                                 | Nb. arrêts 24                                                                                                | Soirée / Dimanche - Férié · Non /                                                                            | Horaires 6 h 14 - 18 h 16                                                                                    | Réseau TER Aquitaine                                                                                         | | | | TER en gare de Bergerac      |
| 32    | BORDEAUX SAINT-JEAN ↔ Facture-Biganos ↔ Gujan-Mestras ↔ La Teste de Buch ↔ ARCACHON                          | BORDEAUX SAINT-JEAN ↔ Facture-Biganos ↔ Gujan-Mestras ↔ La Teste de Buch ↔ ARCACHON                          | BORDEAUX SAINT-JEAN ↔ Facture-Biganos ↔ Gujan-Mestras ↔ La Teste de Buch ↔ ARCACHON                          | BORDEAUX SAINT-JEAN ↔ Facture-Biganos ↔ Gujan-Mestras ↔ La Teste de Buch ↔ ARCACHON                          | BORDEAUX SAINT-JEAN ↔ Facture-Biganos ↔ Gujan-Mestras ↔ La Teste de Buch ↔ ARCACHON                          | BORDEAUX SAINT-JEAN ↔ Facture-Biganos ↔ Gujan-Mestras ↔ La Teste de Buch ↔ ARCACHON                          | BORDEAUX SAINT-JEAN ↔ Facture-Biganos ↔ Gujan-Mestras ↔ La Teste de Buch ↔ ARCACHON                          | BORDEAUX SAINT-JEAN ↔ Facture-Biganos ↔ Gujan-Mestras ↔ La Teste de Buch ↔ ARCACHON                          | BORDEAUX SAINT-JEAN ↔ Facture-Biganos ↔ Gujan-Mestras ↔ La Teste de Buch ↔ ARCACHON                          | Gare de La Teste             |
|       | Longueur 58,0 km                                                                                             | Durée 55 min                                                                                                 | Nb. arrêts 11                                                                                                | Soirée / Dimanche - Férié · /                                                                                | Horaires 5 h 16 - 22 h 10                                                                                    | Réseau TER Aquitaine                                                                                         | | | | Gare de La Teste             |
| 33    | BORDEAUX SAINT-JEAN ↔ Macau ↔ Lesparre-Médoc ↔ LE VERDON-SUR-MER [↔ La Pointe-de-Grave] et PESSAC ↔ MACAU    | BORDEAUX SAINT-JEAN ↔ Macau ↔ Lesparre-Médoc ↔ LE VERDON-SUR-MER [↔ La Pointe-de-Grave] et PESSAC ↔ MACAU    | BORDEAUX SAINT-JEAN ↔ Macau ↔ Lesparre-Médoc ↔ LE VERDON-SUR-MER [↔ La Pointe-de-Grave] et PESSAC ↔ MACAU    | BORDEAUX SAINT-JEAN ↔ Macau ↔ Lesparre-Médoc ↔ LE VERDON-SUR-MER [↔ La Pointe-de-Grave] et PESSAC ↔ MACAU    | BORDEAUX SAINT-JEAN ↔ Macau ↔ Lesparre-Médoc ↔ LE VERDON-SUR-MER [↔ La Pointe-de-Grave] et PESSAC ↔ MACAU    | BORDEAUX SAINT-JEAN ↔ Macau ↔ Lesparre-Médoc ↔ LE VERDON-SUR-MER [↔ La Pointe-de-Grave] et PESSAC ↔ MACAU    | BORDEAUX SAINT-JEAN ↔ Macau ↔ Lesparre-Médoc ↔ LE VERDON-SUR-MER [↔ La Pointe-de-Grave] et PESSAC ↔ MACAU    | BORDEAUX SAINT-JEAN ↔ Macau ↔ Lesparre-Médoc ↔ LE VERDON-SUR-MER [↔ La Pointe-de-Grave] et PESSAC ↔ MACAU    | BORDEAUX SAINT-JEAN ↔ Macau ↔ Lesparre-Médoc ↔ LE VERDON-SUR-MER [↔ La Pointe-de-Grave] et PESSAC ↔ MACAU    | Z7336 en gare de Lesparre    |
|       | Longueur 99,8 km 24,2 km                                                                                     | Durée 2 h 12 31 min                                                                                          | Nb. arrêts 15 8                                                                                              | Soirée / Dimanche - Férié · Non / · Non /                                                                    | Horaires 5 h 42 - 21 h 10 6 h 33 - 19 h 27                                                                   | Réseau TER Aquitaine                                                                                         | | | | Z7336 en gare de Lesparre    |
| 40    | MONT-DE-MARSAN ↔ Morcenx ↔ BORDEAUX Saint-Jean                                                               | MONT-DE-MARSAN ↔ Morcenx ↔ BORDEAUX Saint-Jean                                                               | MONT-DE-MARSAN ↔ Morcenx ↔ BORDEAUX Saint-Jean                                                               | MONT-DE-MARSAN ↔ Morcenx ↔ BORDEAUX Saint-Jean                                                               | MONT-DE-MARSAN ↔ Morcenx ↔ BORDEAUX Saint-Jean                                                               | MONT-DE-MARSAN ↔ Morcenx ↔ BORDEAUX Saint-Jean                                                               | MONT-DE-MARSAN ↔ Morcenx ↔ BORDEAUX Saint-Jean                                                               | MONT-DE-MARSAN ↔ Morcenx ↔ BORDEAUX Saint-Jean                                                               | MONT-DE-MARSAN ↔ Morcenx ↔ BORDEAUX Saint-Jean                                                               | Gare de Mont-de-Marsan       |
|       | Longueur 147,0 km                                                                                            | Durée 1 h 22                                                                                                 | Nb. arrêts 9                                                                                                 | Soirée / Dimanche - Férié · /                                                                                | Horaires 5 h 51 - 21 h 46                                                                                    | Réseau TER Aquitaine                                                                                         | | | | Gare de Mont-de-Marsan       |
| 47    | BORDEAUX SAINT-JEAN ↔ Langon ↔ Marmande ↔ AGEN et MONTAUBAN ↔ Moissac ↔ AGEN                                 | BORDEAUX SAINT-JEAN ↔ Langon ↔ Marmande ↔ AGEN et MONTAUBAN ↔ Moissac ↔ AGEN                                 | BORDEAUX SAINT-JEAN ↔ Langon ↔ Marmande ↔ AGEN et MONTAUBAN ↔ Moissac ↔ AGEN                                 | BORDEAUX SAINT-JEAN ↔ Langon ↔ Marmande ↔ AGEN et MONTAUBAN ↔ Moissac ↔ AGEN                                 | BORDEAUX SAINT-JEAN ↔ Langon ↔ Marmande ↔ AGEN et MONTAUBAN ↔ Moissac ↔ AGEN                                 | BORDEAUX SAINT-JEAN ↔ Langon ↔ Marmande ↔ AGEN et MONTAUBAN ↔ Moissac ↔ AGEN                                 | BORDEAUX SAINT-JEAN ↔ Langon ↔ Marmande ↔ AGEN et MONTAUBAN ↔ Moissac ↔ AGEN                                 | BORDEAUX SAINT-JEAN ↔ Langon ↔ Marmande ↔ AGEN et MONTAUBAN ↔ Moissac ↔ AGEN                                 | BORDEAUX SAINT-JEAN ↔ Langon ↔ Marmande ↔ AGEN et MONTAUBAN ↔ Moissac ↔ AGEN                                 | Gare de Marmande             |
|       | Longueur 135,5 km 70,4 km                                                                                    | Durée 1 h 40 0 h 49                                                                                          | Nb. arrêts 25 11                                                                                             | Soirée / Dimanche - Férié · / · Non /                                                                        | Horaires 4 h 52 - 21 h 41 6 h 22 - 19 h 50                                                                   | Réseau TER Aquitaine / Midi-Pyrénées                                                                         | | | | Gare de Marmande             |
| 48    | AGEN ↔ Monsempron-Libos ↔ Le Buisson ↔ PERIGUEUX                                                             | AGEN ↔ Monsempron-Libos ↔ Le Buisson ↔ PERIGUEUX                                                             | AGEN ↔ Monsempron-Libos ↔ Le Buisson ↔ PERIGUEUX                                                             | AGEN ↔ Monsempron-Libos ↔ Le Buisson ↔ PERIGUEUX                                                             | AGEN ↔ Monsempron-Libos ↔ Le Buisson ↔ PERIGUEUX                                                             | AGEN ↔ Monsempron-Libos ↔ Le Buisson ↔ PERIGUEUX                                                             | AGEN ↔ Monsempron-Libos ↔ Le Buisson ↔ PERIGUEUX                                                             | AGEN ↔ Monsempron-Libos ↔ Le Buisson ↔ PERIGUEUX                                                             | AGEN ↔ Monsempron-Libos ↔ Le Buisson ↔ PERIGUEUX                                                             | Gare du Buisson              |
|       | Longueur 152,0 km                                                                                            | Durée 2 h 10                                                                                                 | Nb. arrêts 18                                                                                                | Soirée / Dimanche - Férié · Non /                                                                            | Horaires 7 h 05 - 18 h 45                                                                                    | Réseau TER Aquitaine                                                                                         | | | | Gare du Buisson              |
| 61    | [Irun ↔] HENDAYE ↔ Bayonne ↔ Dax ↔ Morcenx ↔ BORDEAUX SAINT-JEAN                                             | [Irun ↔] HENDAYE ↔ Bayonne ↔ Dax ↔ Morcenx ↔ BORDEAUX SAINT-JEAN                                             | [Irun ↔] HENDAYE ↔ Bayonne ↔ Dax ↔ Morcenx ↔ BORDEAUX SAINT-JEAN                                             | [Irun ↔] HENDAYE ↔ Bayonne ↔ Dax ↔ Morcenx ↔ BORDEAUX SAINT-JEAN                                             | [Irun ↔] HENDAYE ↔ Bayonne ↔ Dax ↔ Morcenx ↔ BORDEAUX SAINT-JEAN                                             | [Irun ↔] HENDAYE ↔ Bayonne ↔ Dax ↔ Morcenx ↔ BORDEAUX SAINT-JEAN                                             | [Irun ↔] HENDAYE ↔ Bayonne ↔ Dax ↔ Morcenx ↔ BORDEAUX SAINT-JEAN                                             | [Irun ↔] HENDAYE ↔ Bayonne ↔ Dax ↔ Morcenx ↔ BORDEAUX SAINT-JEAN                                             | [Irun ↔] HENDAYE ↔ Bayonne ↔ Dax ↔ Morcenx ↔ BORDEAUX SAINT-JEAN                                             | Gare de Dax                  |
|       | Longueur 235,1 km                                                                                            | Durée 2 h 40                                                                                                 | Nb. arrêts 20                                                                                                | Soirée / Dimanche - Férié · Non /                                                                            | Horaires 6 h 31 - 18 h 48                                                                                    | Réseau TER Aquitaine                                                                                         | | | | Gare de Dax                  |
| 62    | BAYONNE / BAIONA ↔ SAINT JEAN PIED DE PORT / DONIBANE GARAZI                                                 | BAYONNE / BAIONA ↔ SAINT JEAN PIED DE PORT / DONIBANE GARAZI                                                 | BAYONNE / BAIONA ↔ SAINT JEAN PIED DE PORT / DONIBANE GARAZI                                                 | BAYONNE / BAIONA ↔ SAINT JEAN PIED DE PORT / DONIBANE GARAZI                                                 | BAYONNE / BAIONA ↔ SAINT JEAN PIED DE PORT / DONIBANE GARAZI                                                 | BAYONNE / BAIONA ↔ SAINT JEAN PIED DE PORT / DONIBANE GARAZI                                                 | BAYONNE / BAIONA ↔ SAINT JEAN PIED DE PORT / DONIBANE GARAZI                                                 | BAYONNE / BAIONA ↔ SAINT JEAN PIED DE PORT / DONIBANE GARAZI                                                 | BAYONNE / BAIONA ↔ SAINT JEAN PIED DE PORT / DONIBANE GARAZI                                                 | Deux TER en gare de Bayonne  |
|       | Longueur 52,0 km                                                                                             | Durée 1 h 18                                                                                                 | Nb. arrêts 11                                                                                                | Soirée / Dimanche - Férié · Non /                                                                            | Horaires 6 h 05 - 18 h 41                                                                                    | Réseau TER Aquitaine                                                                                         | | | | Deux TER en gare de Bayonne  |
| 63    | PAU ↔ Buzy-en-Béarn ↔ OLORON-SAINTE-MARIE                                                                    | PAU ↔ Buzy-en-Béarn ↔ OLORON-SAINTE-MARIE                                                                    | PAU ↔ Buzy-en-Béarn ↔ OLORON-SAINTE-MARIE                                                                    | PAU ↔ Buzy-en-Béarn ↔ OLORON-SAINTE-MARIE                                                                    | PAU ↔ Buzy-en-Béarn ↔ OLORON-SAINTE-MARIE                                                                    | PAU ↔ Buzy-en-Béarn ↔ OLORON-SAINTE-MARIE                                                                    | PAU ↔ Buzy-en-Béarn ↔ OLORON-SAINTE-MARIE                                                                    | PAU ↔ Buzy-en-Béarn ↔ OLORON-SAINTE-MARIE                                                                    | PAU ↔ Buzy-en-Béarn ↔ OLORON-SAINTE-MARIE                                                                    | Gare de Pau                  |
|       | Longueur 34,8 km                                                                                             | Durée 37 min                                                                                                 | Nb. arrêts 6                                                                                                 | Soirée / Dimanche - Férié · /                                                                                | Horaires 6 h 45 - 20 h 10                                                                                    | Réseau TER Aquitaine                                                                                         | | | | Gare de Pau                  |
| 64 65 | DAX ↔ Puyoô ↔ Pau ↔ Lourdes ↔ TARBES et BAYONNE ↔ Puyoô ↔ Pau ↔ Lourdes ↔ TARBES                             | DAX ↔ Puyoô ↔ Pau ↔ Lourdes ↔ TARBES et BAYONNE ↔ Puyoô ↔ Pau ↔ Lourdes ↔ TARBES                             | DAX ↔ Puyoô ↔ Pau ↔ Lourdes ↔ TARBES et BAYONNE ↔ Puyoô ↔ Pau ↔ Lourdes ↔ TARBES                             | DAX ↔ Puyoô ↔ Pau ↔ Lourdes ↔ TARBES et BAYONNE ↔ Puyoô ↔ Pau ↔ Lourdes ↔ TARBES                             | DAX ↔ Puyoô ↔ Pau ↔ Lourdes ↔ TARBES et BAYONNE ↔ Puyoô ↔ Pau ↔ Lourdes ↔ TARBES                             | DAX ↔ Puyoô ↔ Pau ↔ Lourdes ↔ TARBES et BAYONNE ↔ Puyoô ↔ Pau ↔ Lourdes ↔ TARBES                             | DAX ↔ Puyoô ↔ Pau ↔ Lourdes ↔ TARBES et BAYONNE ↔ Puyoô ↔ Pau ↔ Lourdes ↔ TARBES                             | DAX ↔ Puyoô ↔ Pau ↔ Lourdes ↔ TARBES et BAYONNE ↔ Puyoô ↔ Pau ↔ Lourdes ↔ TARBES                             | DAX ↔ Puyoô ↔ Pau ↔ Lourdes ↔ TARBES et BAYONNE ↔ Puyoô ↔ Pau ↔ Lourdes ↔ TARBES                             | Rame Z 7300 en gare d'Urt    |
|       | Longueur 144,3 km 165,1                                                                                      | Durée 1 h 45 2 h 15                                                                                          | Nb. arrêts 12 14                                                                                             | Soirée / Dimanche - Férié · Non / · Non /                                                                    | Horaires 8 h 10 - 19 h 59 4 h 43 - 18 h 06                                                                   | Réseau TER Aquitaine / Midi-Pyrénées                                                                         | | | | Rame Z 7300 en gare d'Urt    |

### Par autocar

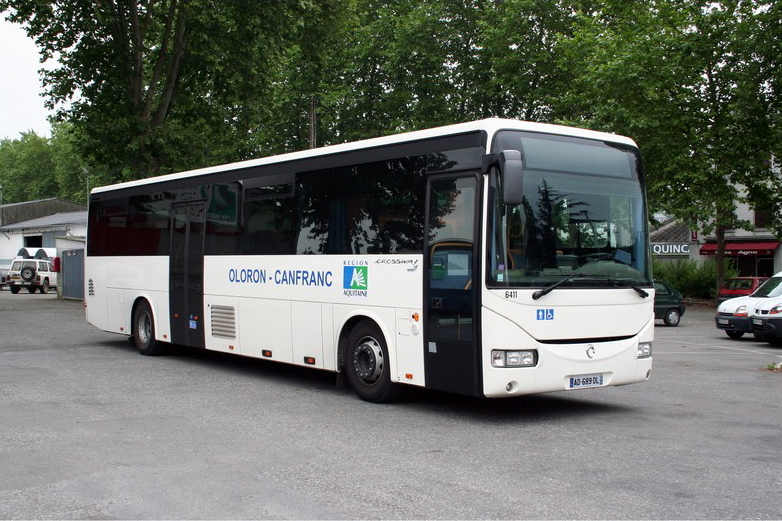
Ligne Oloron - Canfranc

La région Aquitaine a peu recours aux dessertes mixtes train / autocar. Sur seulement cinq sections de ligne, l'offre de trains est complétée par des autocars, à raison de deux aller-retours par jour au maximum. Les trains restent donc largement majoritaires. Sont concernées les relations no 61 et 65. La ligne internationale transpyrénéenne Oloron-Sainte-Marie - Canfranc est l'unique ligne routière TER Aquitaine proprement dite (relation no 63). Existent en plus six lignes d'autocars exploitées par le Conseil régional d'Aquitaine sous le régime de la délégation de service public, reprenant les parcours de lignes de chemin de fer supprimées. Trois lignes du Conseil régional de Midi-Pyrénées pénètrent également dans la région.
|     | Lignes routières TER                                                                 |
| --- | ------------------------------------------------------------------------------------ |
| 61  | Hendaye ↔ Bayonne (2 AS / jour)                                                      |
| 63  | Oloron-Sainte-Marie ↔ Bedous ↔ Canfranc                                              |
| 65  | Puyoô ↔ Bayonne (1 AS / jour)                                                        |
|     | Lignes routières du Conseil régional                                                 |
| 20  | Agen ↔ Barbotan-les-Thermes ↔ Mont-de-Marsan                                         |
| 21  | Agen ↔ Villeneuve-sur-Lot                                                            |
| 22  | Pau ↔ Aire-sur-l'Adour ↔ Mont-de-Marsan                                              |
| 23  | Dax ↔ Sauveterre-de-Béarn ↔ Saint-Palais ↔ Mauléon                                   |
| 24  | Marmande ↔ Casteljaloux ↔ Barbotan-les-Thermes                                       |
| 27  | Pau ↔ Aire-sur-l'Adour ↔ Eauze ↔ Condom ↔ Agen                                       |
| 922 | Agen ↔ Auch (Conseil régional Midi-Pyrénées)                                         |
| 925 | Toulouse ↔ Auch ↔ Aire-sur-l'Adour ↔ Mont-de-Marsan (Conseil régional Midi-Pyrénées) |
| 936 | Tarbes ↔ Riscle ↔ Aire-sur-l'Adour ↔ Mont-de-Marsan (Conseil régional Midi-Pyrénées) |

## Tarification
Les tarifs valables sur l'échelle nationale s'appliquent sur le TER Aquitaine également. En complément, la région propose des formules tarifaires spécifiques, se divisant en tarifs tout public et tarifs soumis à des conditions d'éligibilité. Comme dans toute la France, les tarifs régionaux s'appliquent également aux trains Intercités sans conditions d'accès, sauf pour certains tarifs sociaux. Certains tarifs sont valables sur des parcours définis au-delà des limites de la région.

### Tarifs tout public
L'abonnement Izy Pass est un abonnement nominatif qui se charge sur une carte de billettique, disponible pour un parcours au choix au sein de la région et au-delà des limites de la région vers Brive, Limoges et Tarbes, ainsi que vers la région Poitou-Charentes. Izy Pass existe en formule hebdomadaire (sept jours consécutifs), mensuelle et annuelle (douze mois consécutifs). En cas d'utilisation régulière, la réduction par rapport au tarif normal de la SNCF est de 75 % environ, et le prix de l'abonnement annuel correspond à 10,5 abonnements mensuels. Izy Pass fonctionne en même temps comme une carte de réduction pour les voyages au sein de la région, et donne droit à 25 % de réduction du lundi au vendredi, et à 50 % de réduction le week-end, les jours fériés, et tous les jours en juillet et août.
L'abonnement Modalis est un abonnement intermodal nominatif, destiné aux clients souhaitant combiner l'utilisation du TER et les transports urbains de Bordeaux Métropole (TBM). Modalis reprend sinon les caractéristiques de Izy Pass. Un tarif réduit est proposé aux moins de vingt-huit ans.
La carte Izy Air est une carte de réduction nominative, valable pendant un an pour les trajets à l'intérieur de la région uniquement. Elle donne droit à 25 % de réduction du lundi au vendredi, et à 50 % de réduction le week-end, les jours fériés, et tous les jours en juillet et août. Le prix est de 30 € (mars 2012).
Le billet Forfait Passbask est un forfait de libre circulation pour la liaison Bayonne - San Sebastian, valable sur les trains SNCF et EuskoTren entre ces deux villes. L'usage des trains RENFE est exclu. Forfait Passbask peut être utilisé les week-ends seulement, mais tous les jours en juillet et août. Le billet est valable dès le compostage jusqu'à 24 h 00 le lendemain, ou, en cas de compostage un dimanche de septembre à juin, jusqu'à 24 h 00 du même jour.

### Tarifs soumis à des conditions d'éligibilité
La carte Aquitaine étudiant est une carte de réduction nominative réservée aux étudiants résidant en Aquitaine et poursuivant leurs études en Aquitaine, Limousin, Poitou-Charentes ou Midi-Pyrénées. La carte permet d'acheter des billets avec une réduction de 50 % sur le tarif normal de la SNCF, sur le parcours domicile - lieu d'études, sur les six lignes d'autocars du Conseil régional, et sur l'ensemble du TER Aquitaine les week-ends, jours fériés et tous les jours pendant les mois de juillet et août. En semaine, des billets pour le TER Aquitaine en dehors du parcours domicile - lieu d'études peuvent être achetés avec 25 % de réduction. La carte Aquitaine étudiant est vendue uniquement par correspondance, au prix de 24 € (mars 2012).
La carte Sésame est une carte nominative, accompagnée d'un chequier de vingt-quatre bons pour des allers simples gratuits au sein de la région, valable pendant un an. La carte est délivrée aux demandeurs d'un premier emploi de moins de vingt-six ans et sans ressources et en projet d'insertion coordonné par une PAIO ; aux demandeurs d'emploi indemnisés à moins de 80 % du SMIC brut ; aux bénéficiaires du RSA ; de l'allocation de parent isolé (API) ; de l’assurance veuvage ; du minimum vieillesse ou de l'allocation de solidarité aux personnes âgées ; du minimum de la pension d’invalidité ; de l'allocation aux adultes handicapés. La carte est délivrée par le service instructeur du RSA contre présentation des justificatifs requis.

## Matériel roulant

### Descriptif
Le parc du matériel roulant du TER Aquitaine est composé de 7 séries d'engins automoteurs dont 3 thermiques (X 2200 et leurs remorques, X 72500 et X 73500), 3 électriques (Z 7300, Z 51500 et Z 56300, ces deux dernières étant en cours de livraison depuis 2014) et une bi-mode (B 81500). Au 14 décembre 2014, il est composé de 119 automoteurs, soit respectivement 23 X 2200, 17 X 72500, 18 X 73500, 22 Z 7300, 10 Z 51500, 2 Z 56300 et 27 B 81500.
Avec les livraisons en cours de Régiolis (Z 51500) et des Regio 2N (Z 56300), la région rationne son parc en limitant le nombre de séries à 5, en effectuant une radiation des deux plus anciennes, les X 2200 et Z 7300.
Enfin, le parc comprend des locomotives électriques (BB 7200) qui tractent des rames TER.

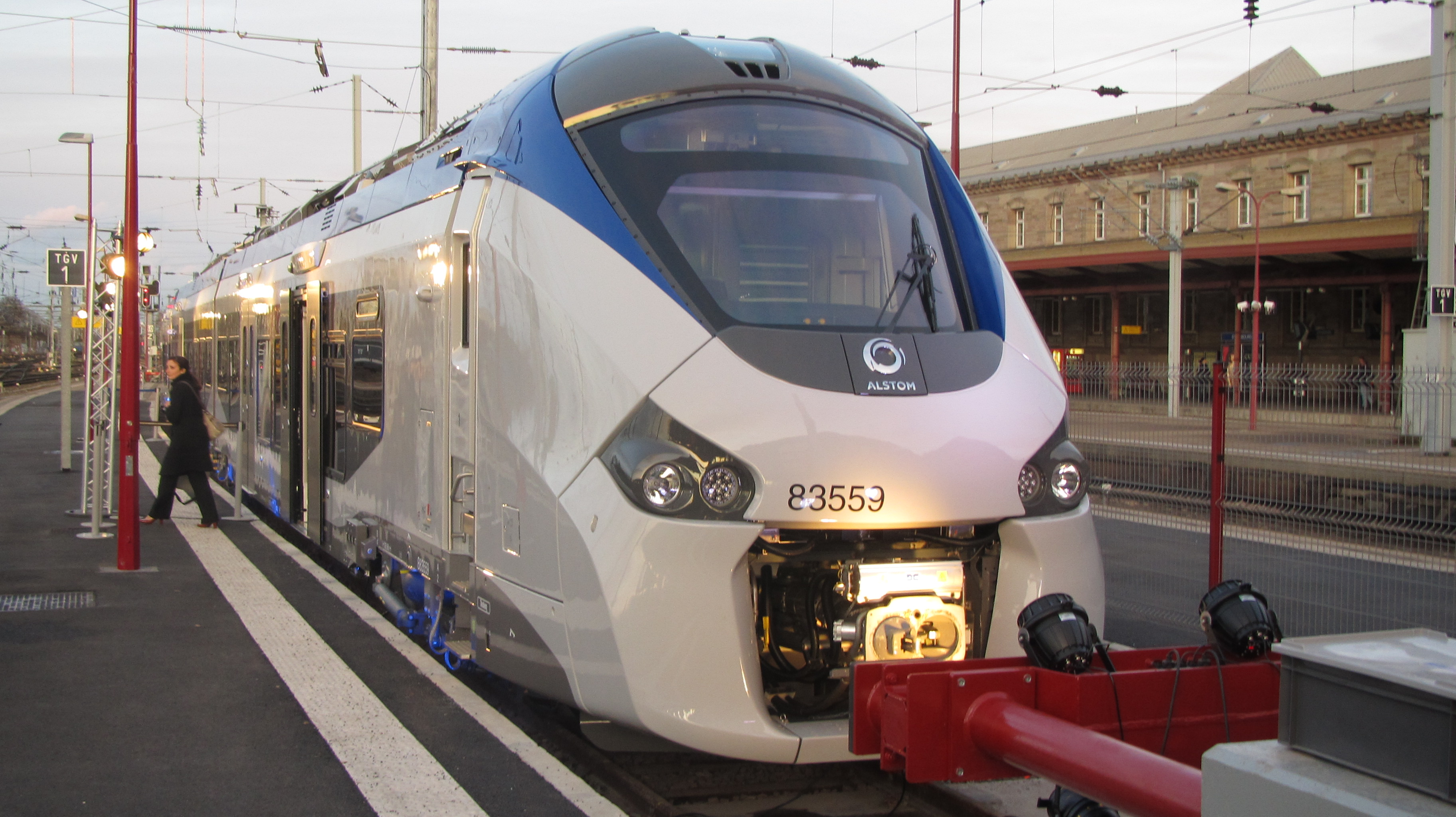
Première présentation du Régiolis à Strasbourg en 2011.

Lors de la séance plénière du 14 décembre 2009, le Conseil régional d'Aquitaine a décidé de renouveler et d'agrandir son parc de matériel roulant grâce à 22 Régiolis bicourant à 4 caisses, produites par Alstom (dites aussi Porteurs polyvalents moyens - PMM) et 24 Régio2N électriques produits par Bombardier (dites aussi Porteurs hyperdenses - PHD).
La livraison devrait s'échelonner sur les années de 2013 à 2015 (fin 2013 : 2 rames ; 2014 : 10 rames ; 2015 : 20 rames),. La région Aquitaine devait-être la première région à mettre en service commercial le Régiolis, prévu en mars 2013 au moment de la commande en février 2011. Après un premier report à juillet 2013 annoncé fin 2012, puis un second à février ou mars 2014 annoncé en 2013, c'est finalement le 4 juillet 2013 que la première présentation a lieu et le 22 avril 2014 qu'il est mis en service.

### Utilisation
Les Z 7300 circulent principalement sur la ligne du Médoc, ainsi que les omnibus Bordeaux-Coutras et Angoulême[réf. nécessaire].
Les B 81500 assurent toutes les liaisons avec Mont-de-Marsan et la quasi-totalité des Bordeaux - Arcachon et des Bordeaux - Langon - Agen. Ils circulent également sur Bordeaux - Bergerac - Sarlat, Bordeaux - Périgueux  et la ligne du Médoc. Du fait de leur polyvalence, on peut les retrouver un peu partout dans le nord de la région[réf. nécessaire].
Les X 73500 se trouvent sur les lignes Périgueux - Agen - Brive et les deux antennes non électrifiés des Pyrénées (Pau - Oloron-Sainte-Marie et Bayonne - Saint-Jean-Pied-de-Port)[réf. nécessaire].
Les X 72500 effectuent des parcours plus longs en effectuant des relations Bordeaux - Périgueux et Bordeaux -Bergerac- Sarlat[réf. nécessaire].
Les locomotives électriques BB 7200 tractant des rames Corail TER sont visibles sur Bordeaux - Marmande ou Agen (en pointe) ainsi que sur Bordeaux - Hendaye[réf. nécessaire].

### Matériel passé
De 2003 à 2014, la région possède six Z 21500 qui sont utilisées sur Bordeaux-Hendaye et Bordeaux Arcachon. Elles sont vendues en 2014 aux autres régions possédant ce type de matériel, car, la série souffre d'une mauvaise disponibilité du fait qu'elle est constituée de seulement 6 engins. Les deux engins vendus à la région Centre (Z 21509/10 et Z 21567/8) sont mutés en septembre 2014 de la supervision technique de flotte (STF) Aquitaine (SAQ) à celle de Centre-Tours (SCT) en septembre 2014, ceux vendus à la région Bretagne (Z 21607/8 et Z 21609/10) sont mutés de la STF Aquitaine à celle de Bretagne (SBR) en décembre 2014 tout comme ceux vendus à Pays de la Loire (Z Z21611/2 et Z21613/4) mutés à la STF Pays de la Loire (SPL)[réf. nécessaire].
- BB 4100 - BB 9400 - BB 9300
- X 2800 - X 3800 - X 2100 - X 2200 - XR 6000 - XR 6100 - XR 6200
- Z 4100 - Z 5100 - Z 5300- Z 7300- Z 7500

### Pelliculage - identité visuelle
En 2009, après avoir consulté trois designers, les Aquitains et la Région ont retenu celle de Franck Tallon. Ce décor à base de demi-cercles et de droites utilise comme couleurs le bleu, le verte et le gris. Les pelliculages ne sont pas encore effectués sur tous les trains et autocars.

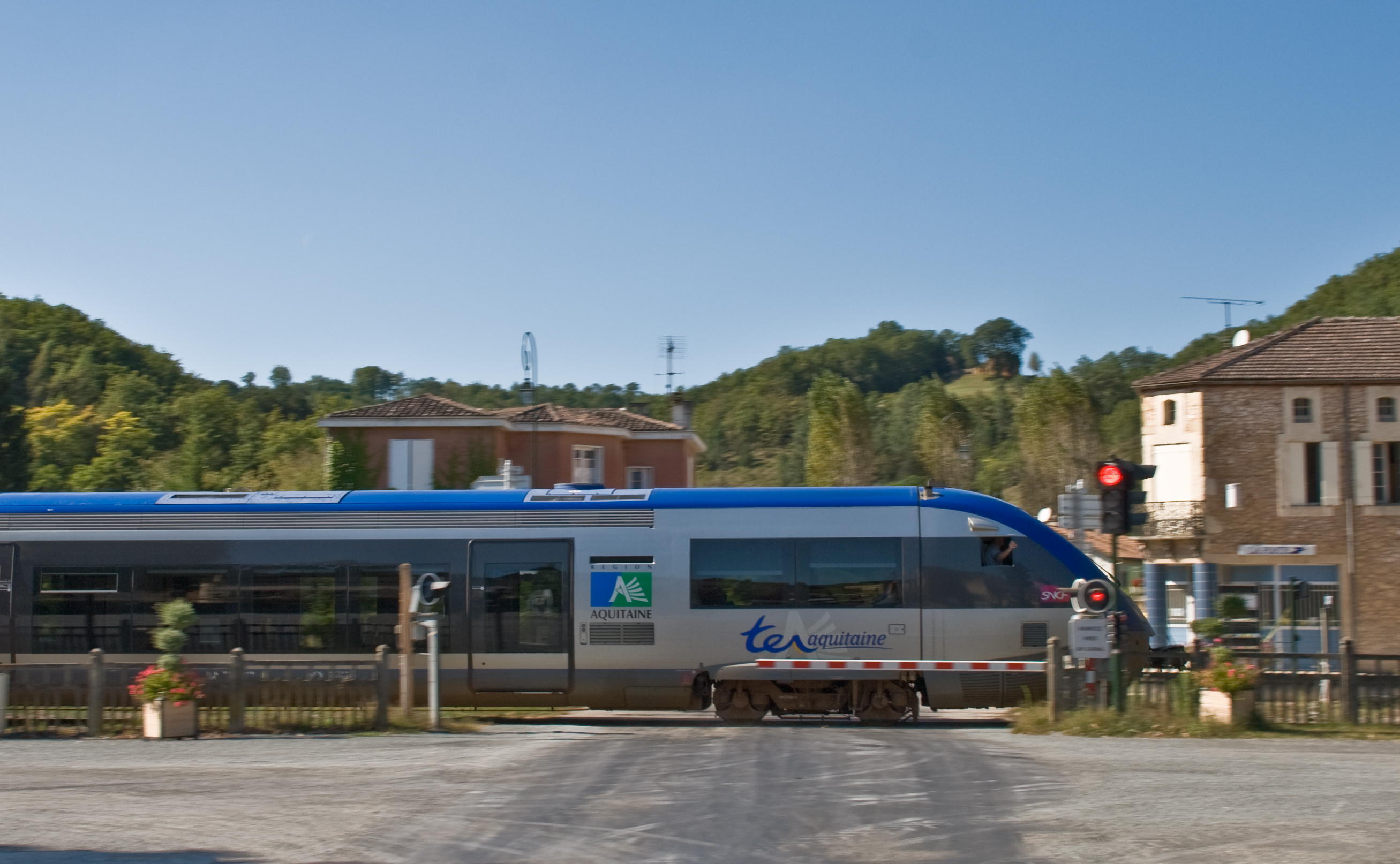
Livrée TER
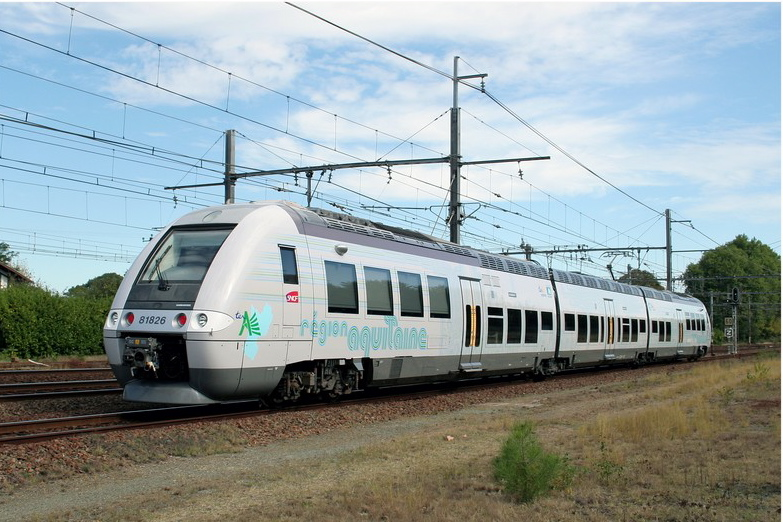
Livrée Blanc Aquitaine 2009

### Galerie photographique

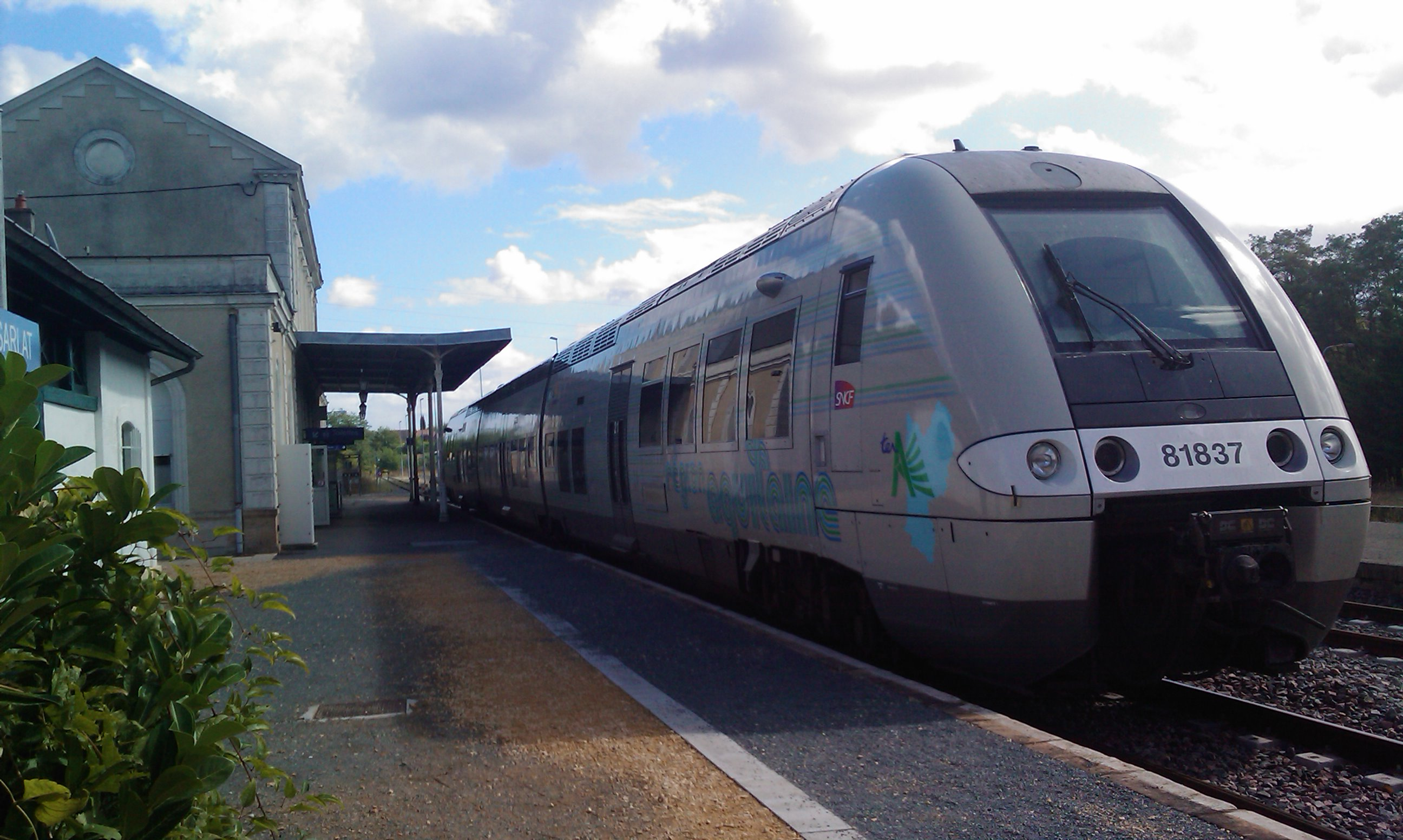
AGC Aquitaine en gare de Sarlat le 27 septembre 2012
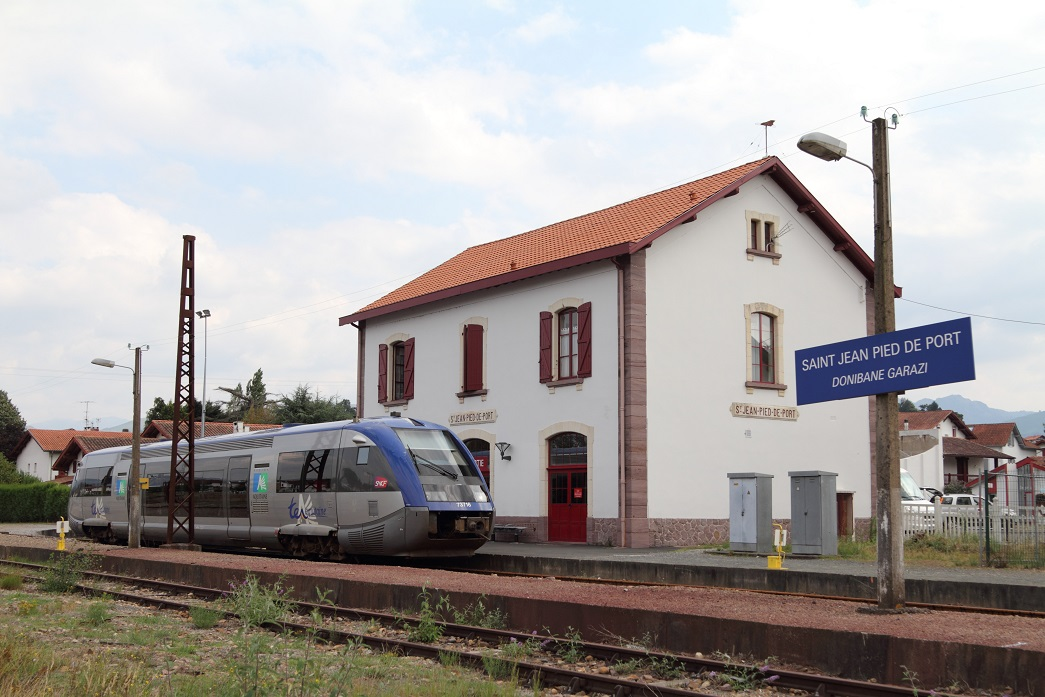
Départ d'un X 73500 en gare de St-Jean-Pied-de-Port (août 2013).
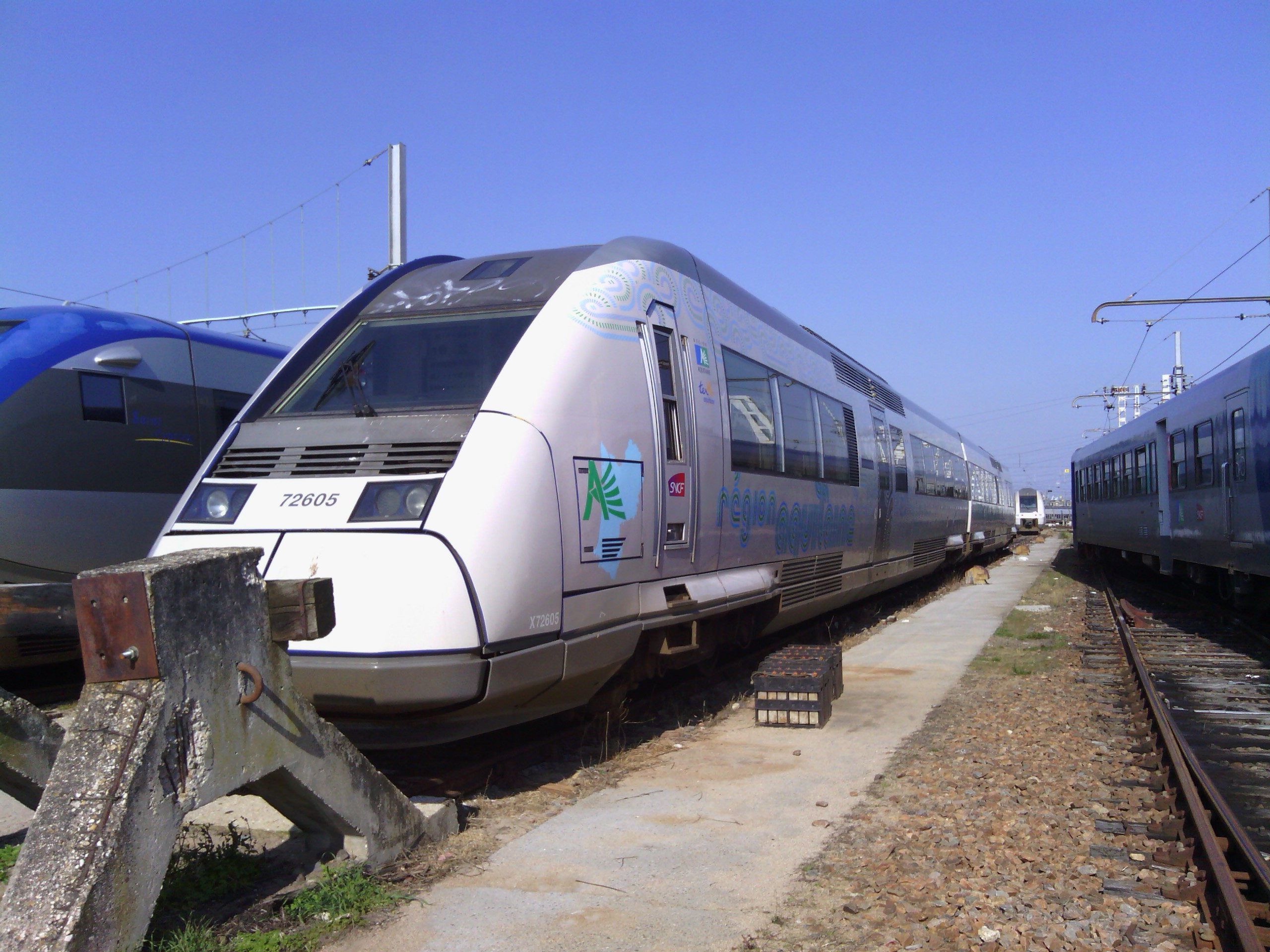
X 72605/6 en livrée Blanc Aquitaine.
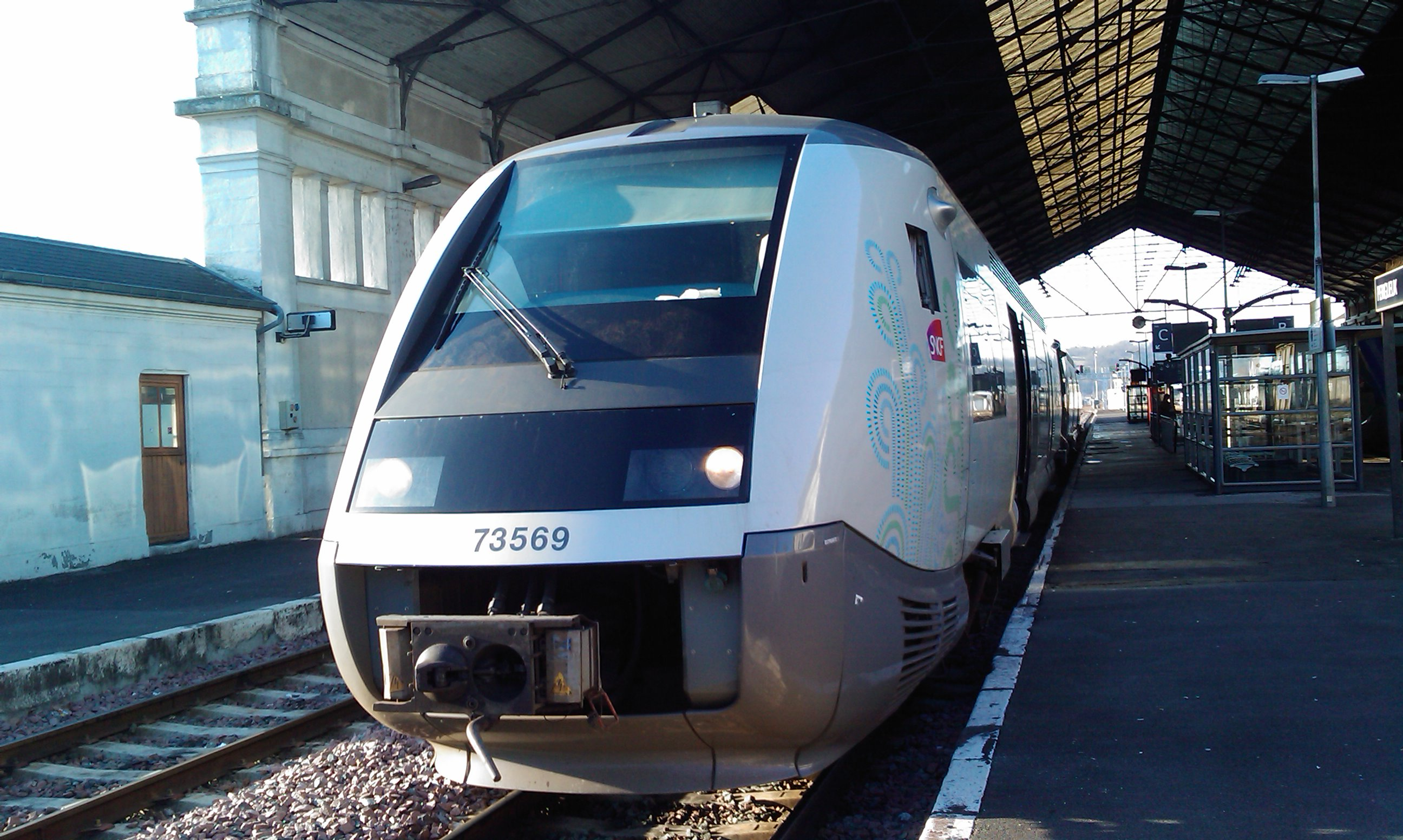
L'X73569 nouvellement pelliculé en gare de Périgueux en février 2012.
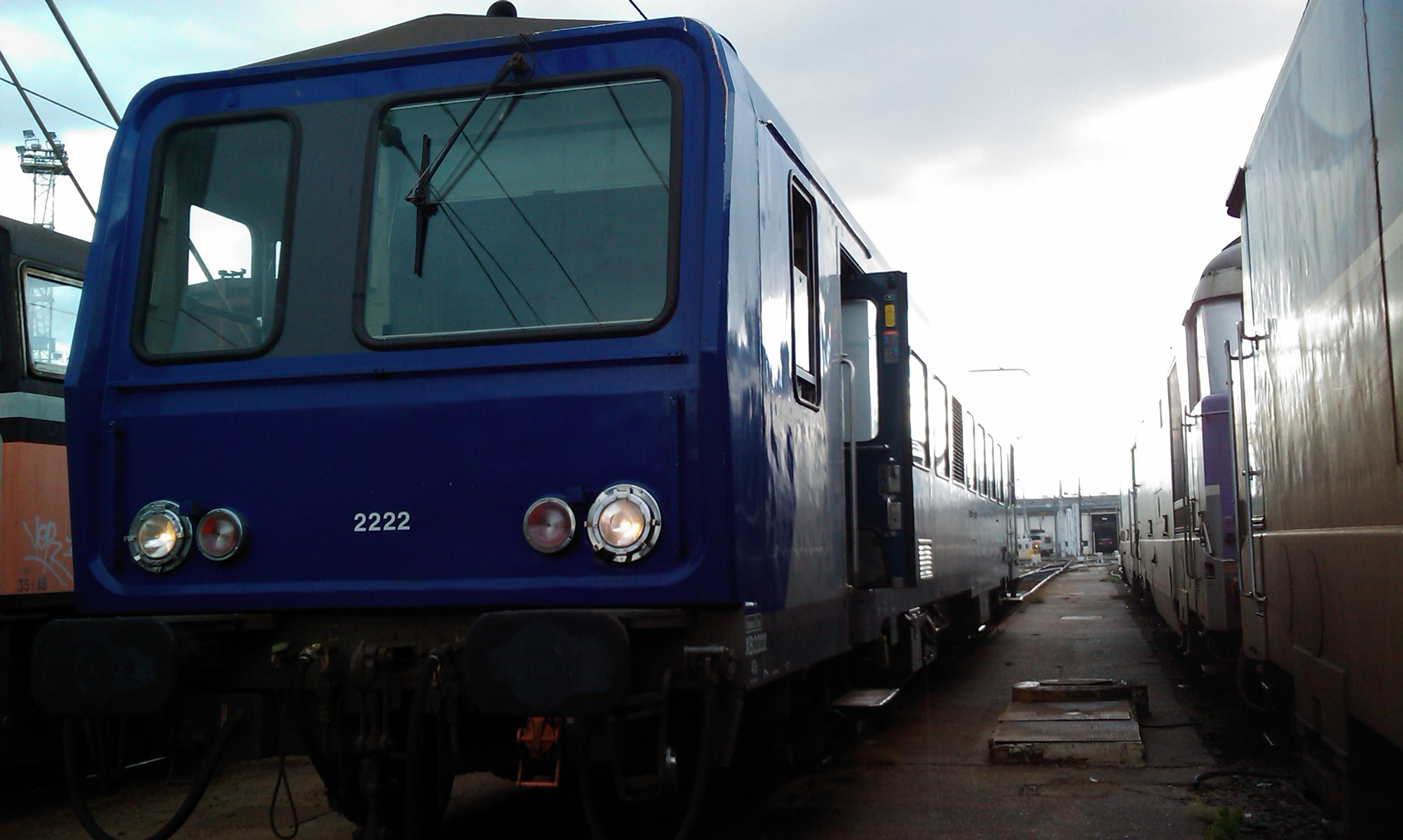
X 2222 au dépôt de Bordeaux en octobre 2012.